# マーガレッタ・アンジェリカ・ピール
マーガレッタ・アンジェリカ・ピール（Margaretta Angelica Peale、1795年10月1日 - 1882年1月17日）は、アメリカ合衆国の画家である。フィラデルフィアで活動した画家ジェイムズ・ピールの画家になった4人の娘たちの一人で、父親から学び、主に静物画を描いた。

## 略歴
フィラデルフィアで生まれた。父親のジェイムズ・ピール（1749-1831）は肖像画や静物画を描いた画家で、母親は肖像画家ジェームズ・クレープール（James Claypoole: c.1720-1778）の娘であった。父親の兄のチャールズ・ウィルソン・ピール（1741-1827）も有力な画家であった。姉のアンナ・クールプール・ピール（1791-1878）、妹のマリア・ピール（Maria Peale: 1787–1866）とサラ・ミリアム・ピール（1800–1886）も画家になった。 
父親から絵を学び、父親の絵を模写するなどして修行した。父親や静物画を得意とした、いとこのラファエル・ピール（1774-1825）の作品や17世紀のオランダの静物画作品に影響を受けて、静物画を描き、その作品は対象の大胆な配置や正確な観察などが評価された。ピール家の姉妹は叔父のチャールズ・ウィルソン・ピールが創立メンバーであったフィラデルフィアのペンシルベニア美術アカデミーの展覧会に出展した。
マルガレッタ・アンジェリカ・ピールは1882年にフィラデルフィアで亡くなった。作品はペンシルバニア美術アカデミーなどに収蔵されている。

## 作品

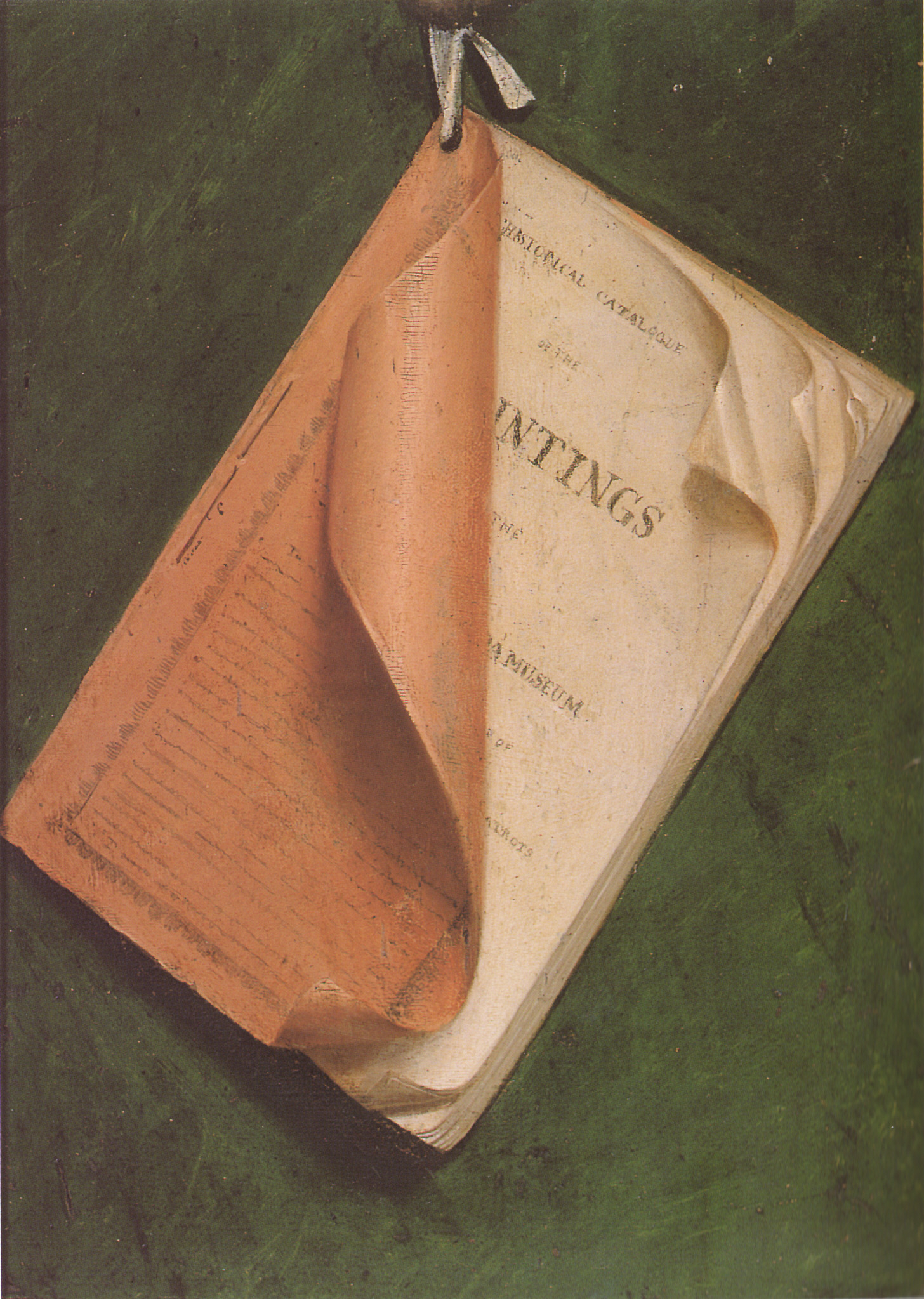
カタログ（トロンプ・ルイユ）(1813) Philadelphia Museum
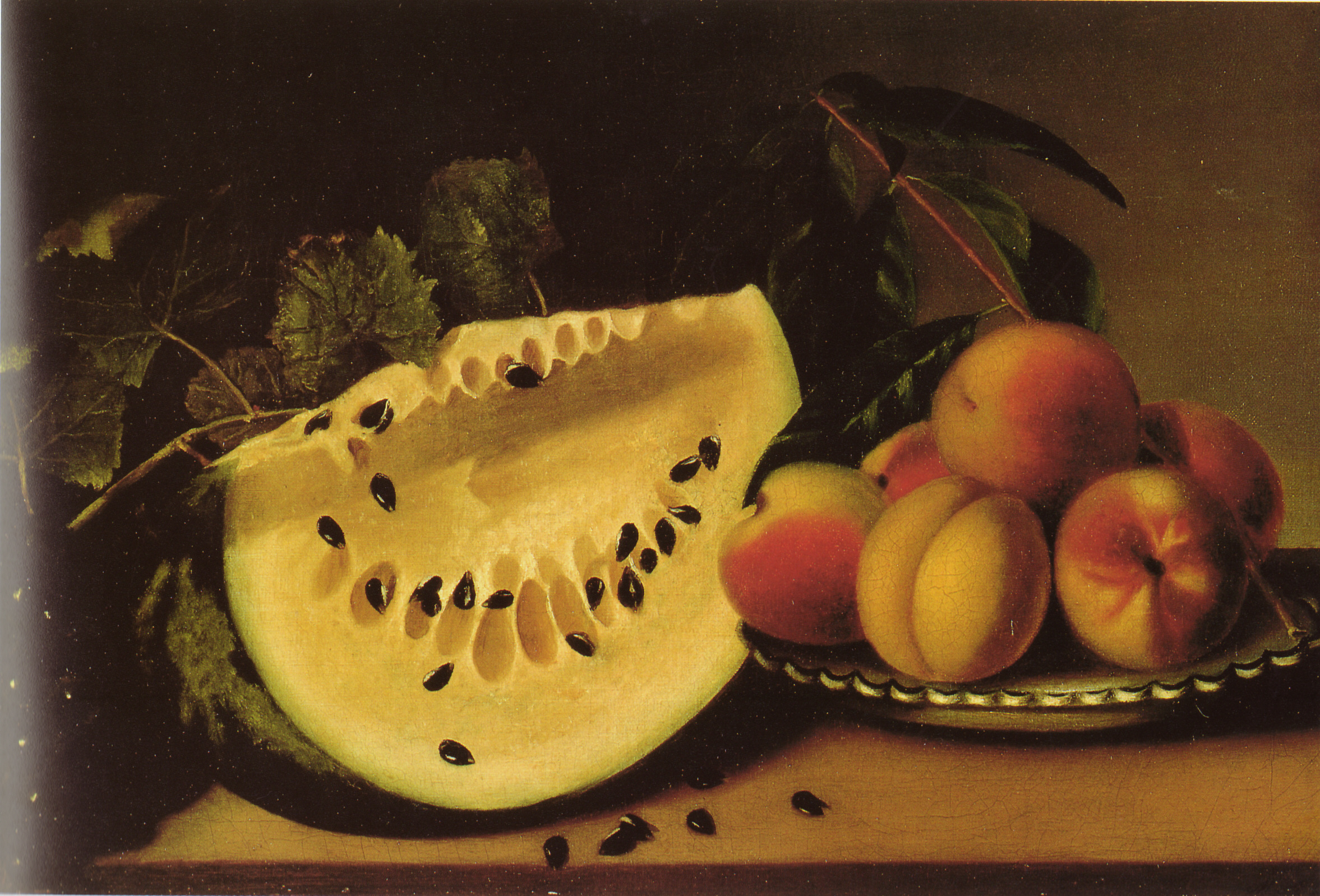
スイカと桃のある静物 (1828)
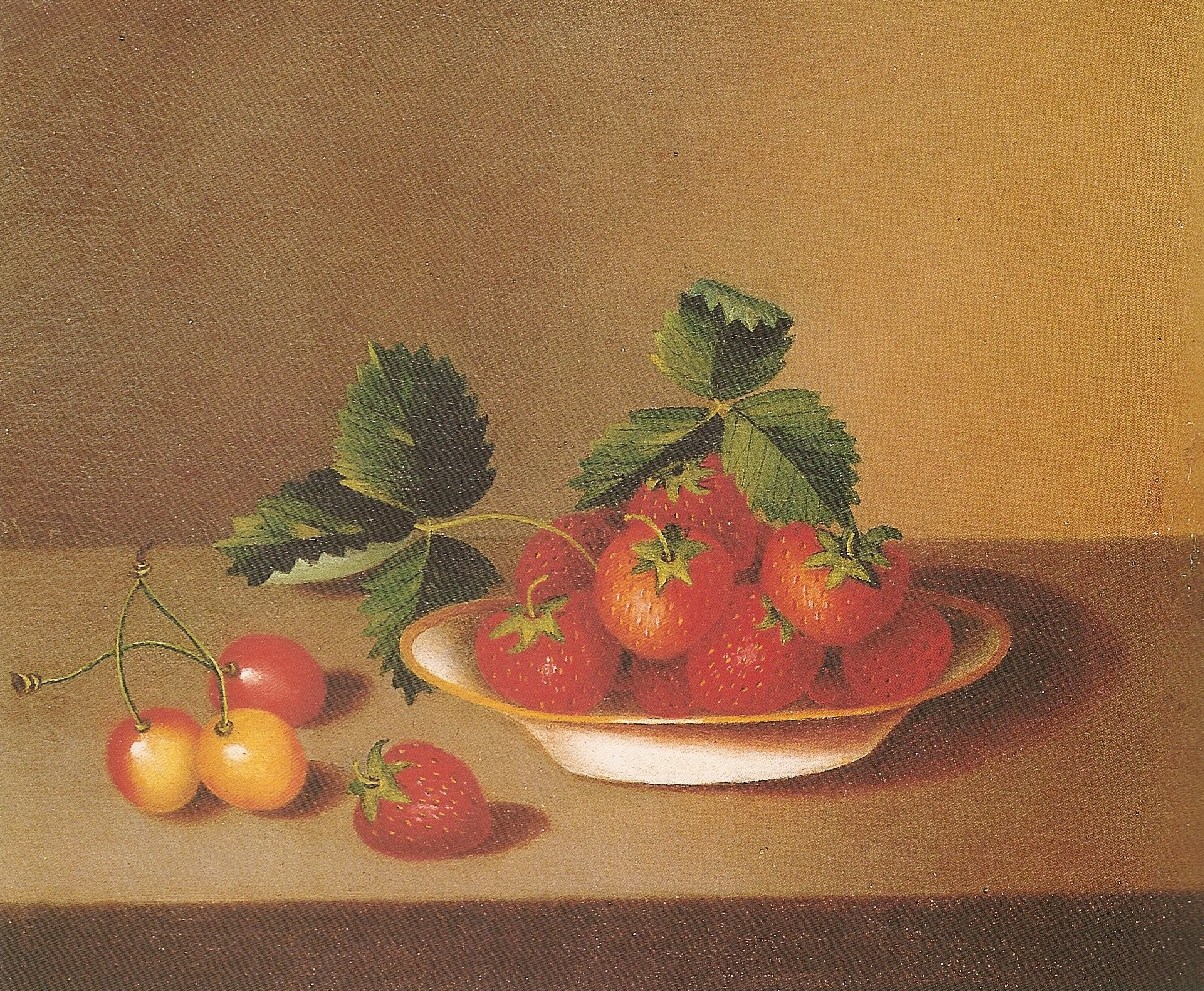
イチゴとサクランボ　(1924) ペンシルベニア美術アカデミー
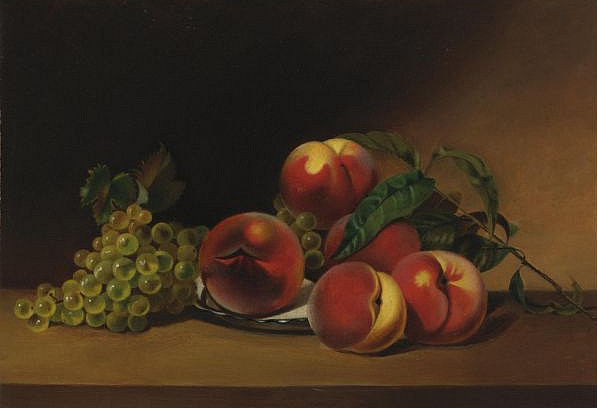
桃とブドウ (c.1830)